# Le Mariage de Loti
Le Mariage de Loti (1880 ; également connu sous le nom de Rarahu ou Tahiti) est un roman autobiographique de l'auteur français Pierre Loti. C'est le deuxième roman de Loti et le premier à lui valoir une grande renommée et un large public. Il décrit la liaison romantique de Loti avec une fille tahitienne exotique nommée Rarahu. Il a inspiré la création de deux opéras :
- Lakmé de Léo Delibes
- L'Île du rêve de Reynaldo Hahn

## Origines
Alors jeune garçon en France, Julien Viaud (plus tard connu sous le nom de Pierre Loti) découvrit la Polynésie par son frère aîné Gustave, un officier de marine qui rapporta à la maison des histoires sur les îles exotiques, notamment des récits sur une relation qu'il a eue avec une femme tahitienne. Julien n'oublia jamais ces histoires et eu pour objectif de suivre un jour l'exemple de son frère. Il rejoignit finalement la marine et, à l'âge de vingt-deux ans en 1872, fut stationné dans la ville de Papeete à Tahiti pendant deux mois. C'était, comme il le dit, « le rêve de mon enfance ».
C'est à Tahiti que commença la métamorphose de Julien Viaud en Pierre Loti, transformation qui allait caractériser l'œuvre et la vie futures de Loti. Il « devint autochtone » : vivant parmi les gens du pays, apprenant la langue, s'habillant, adoptant leurs coutumes, aimant leurs femmes, adoptant même le nouveau pseudonyme de « Loti » que lui ont donné les indigènes locaux, tout en poursuivant ses devoirs militaires et en tenant un journal détaillé qui deviendrait la source de son roman. Cabrioler avec des indigènes en service actif peut sembler inhabituel, mais la coutume militaire française n'empêchait généralement pas ses officiers de socialiser avec d'autres classes, contrairement à l'armée anglaise. Il était donc facile pour Loti de partager ses attentions et ses devoirs entre la marine et les Tahitiens. De plus, l'amiral de la flotte s'intéressait personnellement à l'histoire et à l'anthropologie de Tahiti et encouragea Loti à en apprendre davantage.

## Résumé

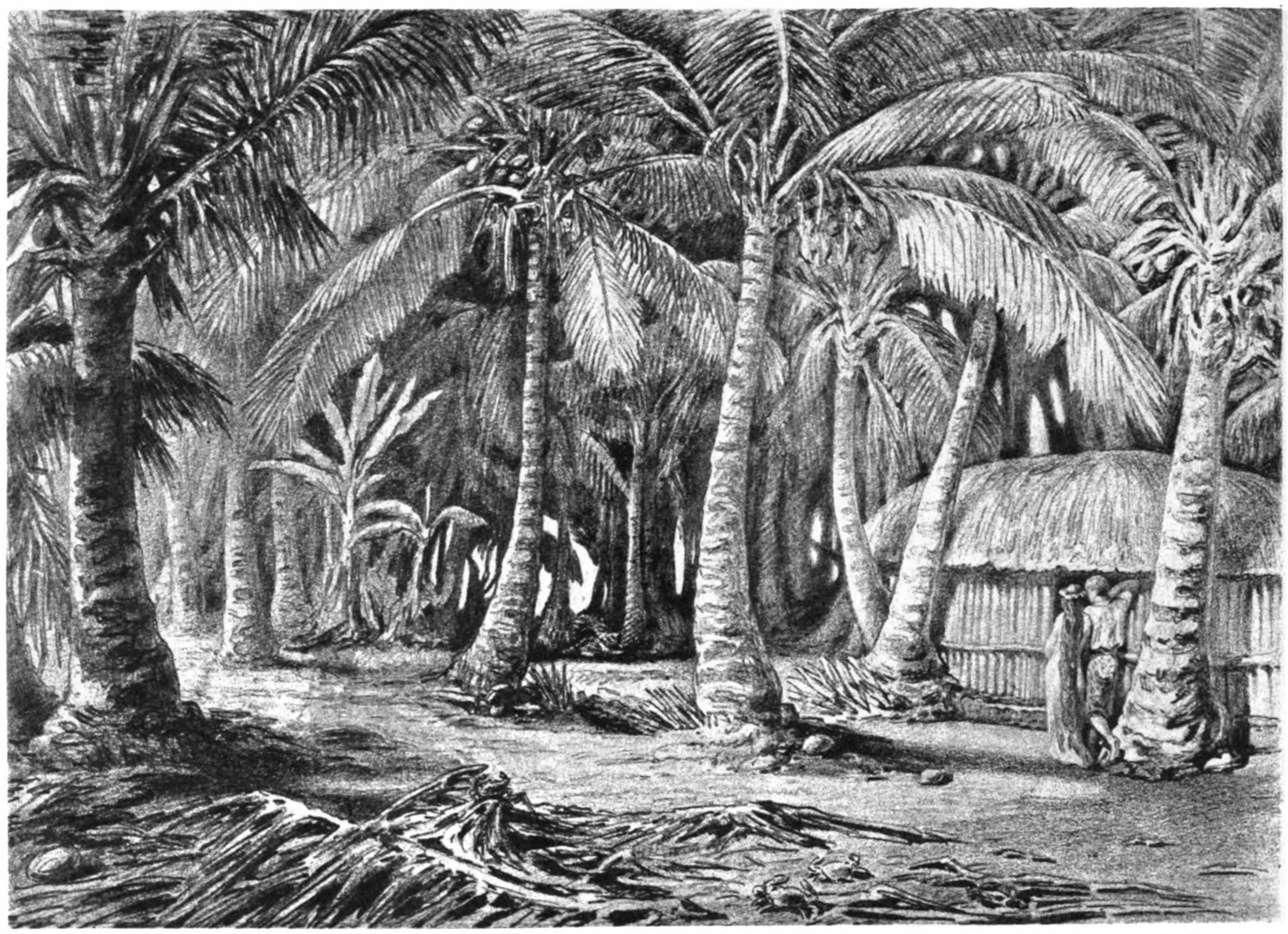
La case des parents de Rarahu à Tahiti, dessinée par Pierre Loti.

Le mariage de Loti peut être considéré à la fois comme un récit non-romanesque des expériences réelles de Loti et comme une œuvre littéraire. La plupart des personnages principaux étaient des personnes réelles, mais Rarahu elle-même était fictive. Loti admit dans une lettre datée de 1879 qu'elle était un composite de nombreuses femmes avec lesquelles il avait eu des liaisons pendant ses deux mois à Tahiti. Loti lui-même se fait appeler « Harry Grant » dans le roman, un officier de marine anglais, pour cacher sa véritable identité (c'était avant que le public ne sache que Pierre Loti/Harry Grant était en fait Julien Viaud). L'intrigue suit correctement les faits connus sur la vie de Loti et correspond généralement à ses journaux. De nombreux détails tels que les dialogues et les événements spécifiques ont été embellis pour un effet dramatique.

## Historique du roman
Le Mariage de Loti fut publié pour la première fois en 1880 sous le titre Rarahu et les éditions ultérieures sous le nouveau titre. Il fut accueilli avec un large succès tant par la critique que par le public. Le Figaro la décrit comme « l'une des œuvres les plus charmantes qui aient paru depuis longtemps » et Le Temps la trouve « charmante, nouvelle sans extravagance, originale sans affection ». Le public trouvait dans sa prose exotique et lyrique un contraste net et bienvenu avec l'école réaliste française en vogue qui comprenait des auteurs comme Émile Zola.

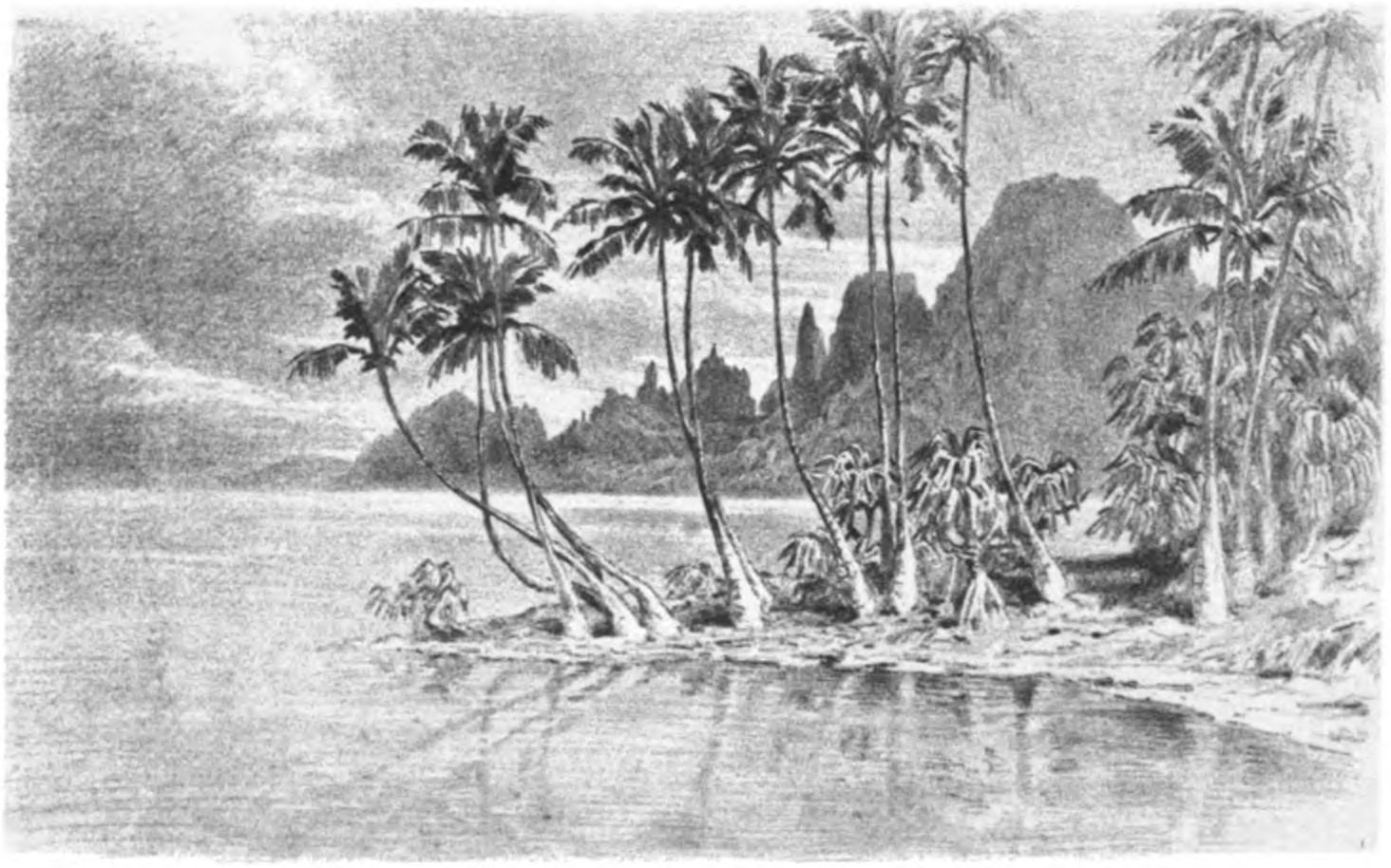
Île de Moorea dessinée par Pierre Loti.

Le roman reflète les attitudes impérialistes alors dominantes envers les colonies, considérant les indigènes comme des enfants innocents et sauvages de la forêt exposés à la redoutable et ancienne culture européenne paternelle. C'était à une époque (des années 1880 aux années 1900) où l'impérialisme européen avait atteint son apogée et où le genre de « l'exotisme romantique », dont cette œuvre est l'un des plus beaux exemples, a touché une corde sensible. Selon une perspective post-coloniale, il est considéré comme raciste et impérialiste. Comme le dit la biographe Lesley Blanch, « les œuvres de Loti contribuent à maintenir [l'] image gratifiante de supériorité culturelle parmi ses lecteurs européens. Prendre plaisir à lire Loti, c'est jouir de la complaisance personnelle et culturelle dont a prospéré l'aventure coloniale. » Cependant, la prose lyrique de Loti et les descriptions envoûtantes des îles polynésiennes sont artistiquement satisfaisantes, et la fin tragique, alors que Loti reconnaît son échec par un cœur brisé, ajoute une dimension plus humaine et universelle à l'interprétation strictement coloniale.